# Pewex

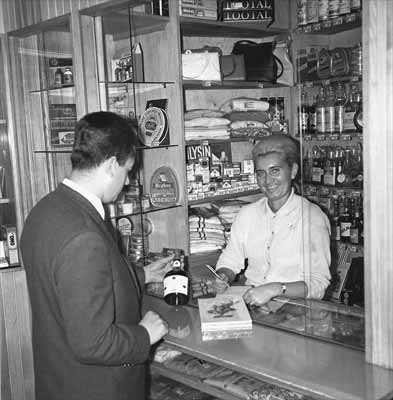
Un negozio Pewex.

La Pewex (abbreviazione di Przedsiębiorstwo Eksportu Wewnętrznego, Compagnia interna di esportazione) è stata una catena di negozi della Repubblica Popolare di Polonia dove era possibile acquistare in esclusiva merce occidentale, pagando in valuta forte o con degli assegni speciali emessi dalla banca statale Pekao.

## Storia
Alla fine degli anni sessanta, il sistema economico pianificato della Polonia si rivelò inefficiente ma le manovre di Edward Gierek portarono ad un breve periodo di prosperità. Con dei prestiti richiesti ai vicini paesi stranieri, Gierek istituì un programma di modernizzazione dell'industria e aumentò la disponibilità di beni di consumo. La qualità della vita migliorò significativamente e Gierek venne considerato un lavoratore miracoloso. L'economia tuttavia iniziò a peggiorare durante la crisi energetica del 1973 e nel 1976 divenne necessario un aumento dei prezzi, soprattutto per saldare i debiti esteri.
Per soddisfare la necessità di valuta straniera, le autorità permisero nel 1972 la creazione di una rete di negozi gestita dalla Pekao dove la valuta forte straniera poteva essere scambiata con merci sia nazionali e sia straniere, all'epoca molto spesso non accessibili da parte dei Polacchi. Dato che il possesso di valuta forte in contanti era proibito e tutti i dollari e i marchi tedeschi dovevano essere depositati in speciali conti bancari, le autorità introdussero i buoni Bon PeKaO con un tasso di cambio con il dollaro americano di 1:1, utilizzabili per comprare nei negozi Pekao. In seguito la Pekao creò una compagnia separata, la Przedsiębiorstwo Eksportu Wewnętrznego abbreviata in Pewex: sebbene la lettera x non sia presente nell'alfabeto polacco, venne usata ugualmente per rendere il nome dell'azienda un po' più occidentale e familiare per la maggior parte delle persone filo-americane.

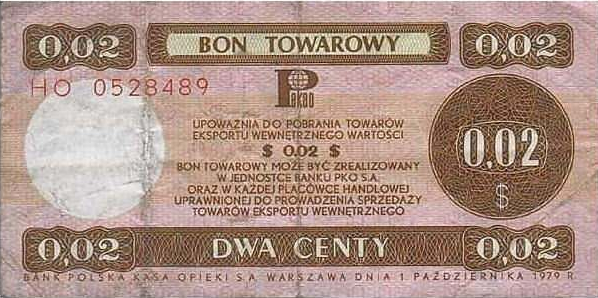
Nei negozi Pewex venivano utilizzati dei buoni emessi dalla Pekao. Questo è un esempio di buono cartaceo dal valore di 0,02$.

Per anni, i negozi Pewex hanno permesso a molte persone in Polonia di acquistare una gran varietà di prodotti occidentali non disponibili normalmente, tra questi vi erano jeans, Coca-Cola, alcolici, dolci, giocattoli, sigarette, prodotti elettronici e anche set di TV a colori. In aggiunta, la Pewex offriva un certo numero di prodotti polacchi intesi solo per l'esportazione, tra cui la vodka e il prosciutto Krakus. La catena Pewex era molto popolare tra i turisti stranieri e i diplomatici che potevano comprare articoli occidentali a prezzi molto ragionevoli (alcune volte con un costo inferiore del 40% rispetto a quello in occidente) ed esentasse.
Durante la crisi economica degli anni ottanta, quando i negozi statali per le persone comuni non poterono offrire niente, i Pewex erano spesso gli unici luoghi dove poter comprare beni semplici o essenziali, dal cibo alla carta igienica. Finalmente negli anni '80, i negozi Pewex diventarono une delle poche attività in Polonia a poter garantire la vendita di automobili o appartamenti senza molti anni di attesa.
Come parte del pacifico sistema di transizione economico a seguito della rivoluzione del 1989, l'economia polacca venne privatizzata e la proprietà di valuta straniera venne deregolamentata, rendendo obsoleti gli assegni Pekao, oltretutto molti dei prodotti inizialmente disponibili esclusivamente nei Pewex iniziarono ad essere venduti nei negozi privati. Nella metà degli anni novanta, la catena venne privatizzata dal governo dopo una cattiva gestione per poi dichiarare bancarotta.